# RS:X

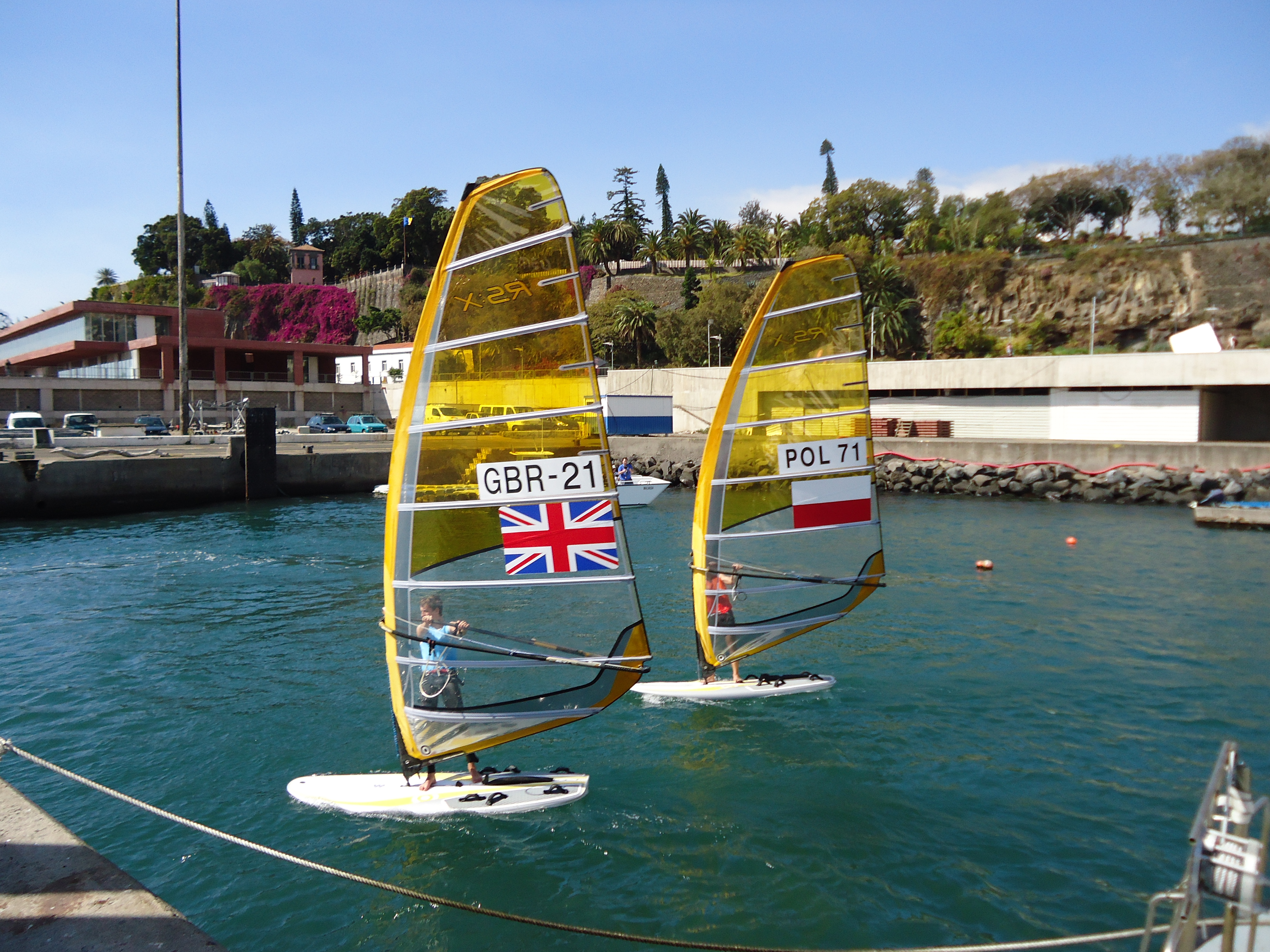
Två RS:X under EM 2012.

RS:X är en entypsklass för vindsurfingbrädor som designades 2004 och började produceras 2005 av NeilPryde.
Klassen togs fram för att ersätta Mistral som olympisk klass till sommarspelen 2008 och ett klassförbund bildades 2006, samma år hölls också de första världsmästerskapen i RS:X. RS:X ersattes inför OS 2024 av iQFoil.
Brädan är 285,6 centimeter lång och 93,3 centimeter bred, den är försedd med sticksvärd vilket i kombination med bredden och den flyttbara masten gör att det går att segla i så låga vindhastigheter som 3 knop. Det finns två segelstorlekar för tävling; 8,5 m² för damer och 9,5 för herrar.

## OS
RS:X var olympisk klass mellan spelen i Peking 2008 och Tokyo 2020.

### Damer
| Spel                | Guld                 | Silver                   | Brons                   |
| Peking 2008         | Yin Jian (CHN)       | Alessandra Sensini (ITA) | Bryony Shaw (GBR)       |
| London 2012         | Marina Alabau (ESP)  | Tuuli Petäjä (FIN)       | Zofia Klepacka (POL)    |
| Rio de Janeiro 2016 | Charline Picon (FRA) | Chen Peina (CHN)         | Stefania Elfutina (RUS) |
| Tokyo 2020          | Lu Yunxiu (CHN)      | Charline Picon (FRA)     | Emma Wilson (GBR)       |

### Herrar
| Spel                | Guld                           | Silver                | Brons                        |
| Peking 2008         | Tom Ashley (NZL)               | Julien Bontemps (FRA) | Shahar Zubari (ISR)          |
| London 2012         | Dorian van Rijsselberghe (NED) | Nick Dempsey (GBR)    | Przemysław Miarczyński (POL) |
| Rio de Janeiro 2016 | Dorian van Rijsselberghe (NED) | Nick Dempsey (GBR)    | Pierre Le Coq (FRA)          |
| Tokyo 2020          | Kiran Badloe (NED)             | Thomas Goyard (FRA)   | Bi Kun (CHN)                 |

## VM
Världsmästerskap i RS:X arrangerades varje år mellan 2006 och 2021 för både damer och herrar.

### Damer
| År               | Guld                      | Silver                   | Brons                    |
| 2006 Torbole     | Alessandra Sensini (ITA)  | Marina Alabau (ESP)      | Faustine Merret (FRA)    |
| 2007 Cascais     | Zofia Klepacka (POL)      | Barbara Kendall (NZL)    | Jessica Crisp (AUS)      |
| 2008 Auckland    | Alessandra Sensini (ITA)  | Barbara Kendall (NZL)    | Marina Alabau (ESP)      |
| 2009 Weymouth    | Marina Alabau (ESP)       | Blanca Manchon (ESP)     | Charline Picon (FRA)     |
| 2010 Kerteminde  | Blanca Manchon (ESP)      | Alessandra Sensini (ITA) | Charline Picon (FRA)     |
| 2011 Perth       | Lee Korzits (ISR)         | Zofia Klepacka (POL)     | Marina Alabau (ESP)      |
| 2012 Cádiz       | Lee Korzits (ISR)         | Zofia Klepacka (POL)     | Alessandra Sensini (ITA) |
| 2013 Búzios      | Lee Korzits (ISR)         | Bryony Shaw (GBR)        | Maayan Davidovich (ISR)  |
| 2014 Santander   | Charline Picon (FRA)      | Marina Alabau (ESP)      | Maayan Davidovich (ISR)  |
| 2015 Al-Musannah | Chen Peina (CHN)          | Bryony Shaw (GBR)        | Lilian de Geus (NED)     |
| 2016 Eilat       | Malgorzata Bialecka (POL) | Bryony Shaw (GBR)        | Lilian de Geus (NED)     |
| 2017 Enoshima    | Chen Peina (CHN)          | Wu Jiahui (CHN)          | Lu Yunxiu (CHN)          |
| 2018 Århus       | Lilian de Geus (NED)      | Charline Picon (FRA)     | Lu Yunxiu (CHN)          |
| 2019 Torbole     | Lu Yunxiu (CHN)           | Katy Spychakov (ISR)     | Lilian de Geus (NED)     |
| 2020 Sorrento    | Lilian de Geus (NED)      | Charline Picon (FRA)     | Noy Drihan (ISR)         |
| 2021 Cádiz       | Lilian de Geus (NED)      | Katy Spychakov (ISR)     | Charline Picon (FRA)     |

### Herrar
| År               | Guld                           | Silver                         | Brons                          |
| 2006 Torbole     | Casper Bouman (NED)            | Tom Ashley (NZL)               | Przemysław Miarczyński (POL)   |
| 2007 Cascais     | Ricardo Santos (BRA)           | Przemysław Miarczyński (POL)   | Nick Dempsey (GBR)             |
| 2008 Auckland    | Tom Ashley (NZL)               | João Rodrigues (POR)           | Shahar Zubari (ISR)            |
| 2009 Weymouth    | Nick Dempsey (GBR)             | Nimrod Mashiah (ISR)           | Dorian van Rijsselberghe (NED) |
| 2010 Kerteminde  | Piotr Myszka (POL)             | Przemysław Miarczyński (POL)   | Nimrod Mashiah (ISR)           |
| 2011 Perth       | Dorian van Rijsselberghe (NED) | Piotr Myszka (POL)             | Nimrod Mashiah (ISR)           |
| 2012 Cádiz       | Julien Bontemps (FRA)          | Nick Dempsey (GBR)             | Jon-Paul Tobin (NZL)           |
| 2013 Búzios      | Nick Dempsey (GBR)             | Dorian van Rijsselberghe (NED) | Byron Kokkalanis (GRE)         |
| 2014 Santander   | Julien Bontemps (FRA)          | Przemysław Miarczyński (POL)   | Thomas Goyard (FRA)            |
| 2015 Al-Musannah | Pierre Le Coq (FRA)            | Aichen Wang (CHN)              | Dorian van Rijsselberghe (NED) |
| 2016 Eilat       | Piotr Myszka (POL)             | Dorian van Rijsselberghe (NED) | Kiran Badloe (NED)             |
| 2017 Enoshima    | Ye Bing (CHN)                  | Mateo Sanz Lanz (SUI)          | Gao Mengfan (CHN)              |
| 2018 Århus       | Dorian van Rijsselberghe (NED) | Kiran Badloe (NED)             | Louis Giard (FRA)              |
| 2019 Torbole     | Kiran Badloe (NED)             | Dorian van Rijsselberghe (NED) | Pierre Le Coq (FRA)            |
| 2020 Sorrento    | Kiran Badloe (NED)             | Dorian van Rijsselberghe (NED) | Thomas Goyard (FRA)            |
| 2021 Cádiz       | Kiran Badloe (NED)             | Mattia Camboni (ITA)           | Byron Kokkalanis (GRE)         |